# Bassel Fleihan
Bassel (Basil) Fleihan (ur. 10 września 1963 w Ajn Zalta, zm. 18 kwietnia 2005 w Paryżu) – ekonomista libański, działacz państwowy.
W 1984 ukończył studia ekonomiczne na Uniwersytecie Amerykańskim w Bejrucie. Kontynuował edukację na Uniwersytecie Yale oraz Uniwersytecie Columbia, gdzie obronił doktorat w 1990. W latach 1988–1993 pracował w Międzynarodowym Funduszu Walutowym w Waszyngtonie. W 1993 powrócił do Libanu i zaangażował się w odbudowę gospodarczą kraju po wojnie domowej. Do 1999 był doradcą w Ministerstwie Finansów, prowadził równocześnie wykłady na Amerykańskim Uniwersytecie w Bejrucie.
W 2000 został po raz pierwszy deputowanym do parlamentu z listy popierającej byłego premiera Rafika al-Haririego, a w październiku tego samego roku ministrem gospodarki i handlu w rządzie Hariri. Był jednym ze współtwórców pięcioletniego planu rozwoju gospodarczego Libanu, przedstawionego na konferencji międzynarodowej w Paryżu w 2002; plan ten nie doczekał się pełnej realizacji. Fleihan odszedł ze stanowiska rządowego wraz z dymisją Rafika Hariri w październiku 2004.
Został ciężko ranny w zamachu bombowym 14 lutego 2005 (zginął wówczas Hariri); zmarł wskutek obrażeń dwa miesiące później w szpitalu wojskowym w Paryżu.